# 洞庭
洞庭，中國江蘇省太湖中的兩個島：東洞庭和西洞庭，又分別叫東山和西山。
洞庭孤立在太湖之中，古代農民採取集約耕作，果樹、蠶桑都興盛，橘樹尤其著名，號稱「洞庭紅」。洞庭居民許多外出經商，深入各地，明朝時號稱「鑽天洞庭」，主要販賣布匹、藥物、糧食等，亦經營典當業。民國時，上海錢莊的「山幫」，即以洞庭商人為主。